# .ad
.ad е интернет домейн от първо ниво за Андора. Администрира се от Servei de Telecommunicacions d'Andorra.